# Djibril Tamsir Niane
Djibril Tamsir Niane (9 de janeiro de 1932, Conacri, Guiné - 8 de março de 2021, Dakar, Senegal) é um escritor e historiador guineense.
É especialista na história dos mandês, em particular a do Império do Mali.

## Biografia

### Infância e estudos
Nascido em janeiro de 1932 na Guiné,, Djibril Tamsir completou os seus estudos superiores em Dakar, antes de ir a Bordéus, onde em 1959 obteve licenciatura e Diplôme d'études supérieures (DES) em História.

### Carreira e prisão
Após seus estudos, Djibril Tamsir Niane lecionou no Instituto Politécnico de Conacri. Ele continuou sua pesquisa na Guiné sobre o tema escolhido para seu DES: a história de Sundiata Queita, fundador do Império do Mali. Niane apresentou o manuscrito de Soundjata ou L'épopée mandingue a Alioune Diop, fundador das edições Présence africaine, em Paris, que imediatamente concordou em publicá-lo.
Contribuiu no campo da educação e da investigação histórica na Guiné para a construção de um novo estado após a independência. Ele coordenou, em conjunto com Jean Suret-Canale, o primeiro livro didático de história da África usado pelas escolas secundárias africanas.
Em 1961, alguns de seus escritos lhe valeram a prisão sob o regime de Sékou Touré. Ele foi libertado em 1964 e retomou suas pesquisas históricas. Então ele foi forçado ao exílio. Mudou-se para o Senegal em 1972.
Djibril Tamsir Niane também foi professor emérito da Howard University (Washington, DC ) e da Universidade de Tóquio. Ele também estava interessado em histórias orais. Em particular, em 1998, participou de um encontro organizado pela Agence universitaire de la Francophonie, em Kankan, de especialistas em literatura oral. Uma versão da Carta de Curucã Fuga, redescoberta nesta ocasião, torna-se para os participantes um verdadeiro manifesto de um pensamento decolonial.
Djibril Tamsir Niane morreu em 8 de março de 2021 em Dakar, aos 89 anos, vítima de Covid-19.   Sua irmã gêmea, Yayè Niane, havia morrido da mesma doença algumas horas antes em Conakry, Guiné.

### Vida privada
Djibril Tamsir Niane é pai de cinco filhos com sua esposa Hadja Aissatou Diallo, natural da cidade de Labé. São eles, por ordem de nascimento: Daouda Tamsir Niane, jornalista que trabalhou no Gabinete de Imprensa da Presidência da República da Guiné e que é atualmente Diretor-Geral da Biblioteca Djibril Tamsir Niane; Katoucha Tamsir Niane, uma das primeiras modelos negras internacionais, que publicou Dans ma chair em 2007 onde revelou que tinha feito uma excisão aos 9 anos;  Raliatou Tamsir Niane, conhecida como Fifi, atriz que atuou em Mahabarata sob a direção de Peter Brook, diretor e dramaturgo; Fatou Tamsir Niane, editora que trabalhou por 20 anos no NEI Nouvelles Editions Ivoiriennes e dirigiu a SAEC (Sociedade Africana de Publicação e Comunicação), fundada por seu pai; e Bachir Tamsir Niane, professor de literatura moderna na Universidade General Lansana Conté em Sonfonia, escritor, ensaísta e crítico literário, publicou romances de ficção como Little Jamaica  com Editions Le Manuscrit em Paris, l'Enfant de Gondar  com Editions Edilivre e uma obra de ciência popular intitulada Fatality and History in the Suns of Independence de Ahmadou Kourouma.

## Obra
As recordações sobre o Império do Mali, que recolheu entre os griots, principalmente Mamadou Kouyaté, são histórias da tradição oral. Foi com base nesta pesquisa que em 1960 publicou Soundjata, ou L'épopée mandingue, a sua obra mais conhecida, que narra brevemente a Epopeia de Soundiata, uma epopeia medieval da África Ocidental inspirada na vida de Soundiata Keïta.
Coeditou com Joseph Ki-Zerbo a publicação do Volume IV da História Geral da África sob os auspícios da UNESCO.
Ele também é autor de romances, coleções de contos e peças históricas como Sikasso, ou The Last Citadel, ou Chaka.